# جوجوتسو کایسن ۰ (فیلم)
جوجوتسو کایسن ۰ (به انگلیسی: Jujutsu Kaisen 0) یک فیلم انیمه ژاپنی در ژانر خیال‌پردازی تاریک از سال ۲۰۲۲ است که بر اساس مجموعه مانگا به همین نام، پیش‌درآمدی بر مجموعه مانگای جوجوتسو کایسن ساخته شده که هر دو توسط گِگه آکوتامی نوشته و مصورسازی شده‌است. این فیلم به کارگردانی پارک سانگهو و نویسندگی هیروشی سکو با بازیگرانی چون مگومی اوگاتا، کانا هانازاوا، میکاکو کوماتسو، کوکی اوچیاما، توموکازو سکی، یویچی ناکامورا و تاکاهیرو ساکورایی ساخته شد. این فیلم که توسط ماپا تهیه و توسط توهو توزیع شده‌است و در دسامبر ۲۰۲۱ در ژاپن و در مارس ۲۰۲۲ در ایالات متحده به نمایش درآمد و در سراسر سال ۲۰۲۲ در سایر نقاط جهان اکران شد.
این فیلم داستان یوتا اوکوتسو، دانش‌آموز جوانی را دنبال می‌کند که جادوگر می‌شود و به دنبال کنترل روح نفرین شده ریکا اوریموتو، دوست دوران کودکی‌اش، در دبیرستان جوجوتسو در کنار سایر بچه‌های ماهر ظاهر می‌شود. علاوه بر این که داستان بر روی یوتا و دوستانش متمرکز بود، کارکنان تصمیم گرفتند با اضافه کردن صحنه‌های جدید متمرکز بر مربی‌اش ساتورو گوجو و دوست و دشمن قدیمی‌اش سوگورو گتو، روایت را از مانگای اصلی گسترش دهند.
جوجوتسو کایسن بر اساس روایت و داستان غم‌انگیز یوتا، نقدهای مثبتی دریافت کرد و سکانس‌های مبارزه ایجاد شده توسط ماپا و همچنین موسیقی متن فیلم مورد ستایش قرار گرفت.